# Призрачное лицо
Призрачное лицо (англ. Ghostface, произносится как Гоуст-фэйс), маска «Крик» (англ. Scream mask) — главный отрицательный персонаж серии молодёжных фильмов ужасов «Крик», созданных Уэсом Крэйвеном и Кевином Уильямсоном. За маской убийцы в каждой части скрываются различные люди и мотивы, но все они преследуют главную цель — убить Сидни Прескотт. В каждом фильме и мини-сериале «Крик: Воскрешение» маньяка в разговорах по телефону озвучил актёр Роджер Джексон.

## Описание
Своё прозвище маньяк получил от костюма, который он носит — это белая маска вытянутой формы, очень напоминающая кричащего человека с картины «Крик» Эдварда Мунка, но скорее похожая на череп, нежели на лицо живого человека: вытянутые глазницы и рот представлены в чёрном цвете. Именно эта маска и придает маньяку сходство с призраком. Кроме того, маньяк носит чёрный балахон с капюшоном, чёрные перчатки, брюки и ботинки. В качестве главного оружия использует большой нож, при себе также носит телефон и прибор для изменения голоса. После выхода серии фильмов данная маска приобрела большую популярность в качестве предмета для карнавального костюма.
Прежде чем напасть на своих жертв физически, запугивает их звонками и долгими разговорами по телефону — часто задаёт один и тот же вопрос: «Какой твой любимый ужастик?» (англ. What Is Your Favorite Scary Movie?) и проводит викторину на знание фильмов этого жанра. Ещё одна фраза, которую часто произносит тот или иной маньяк, скрывающийся под маской Призрачного лица: «Здравствуй, Сидни» (англ. Hello, Sidney).

## Русский вариант имени
Точного названия костюм маньяка в русском языке до выхода фильма «Крик 6» не имел, так как персонажи трилогии называют злодея просто убийцей. Герои фильма «Крик 4» в официальном студийном дубляже называют маньяка просто Маска. Только в «Крик 6» персонажа впервые назвали "Призрачное лицо".

## Фильмы

### «Крик» (1996)
- Исполнители роли: Скит Ульрих и Мэттью Лиллард.

В первом фильме убийцами оказались школьники Билли Лумис и Стю Мэчер. Основной мотив был у Лумиса — он считал, что мать Сидни Прескотт, Морин, была виновата в том, что его мать бросила семью, узнав о том, что его отец изменял миссис Лумис с Морин. Сначала он на пару со своим лучшим другом, психически нестабильным и полоумным Стю, изнасиловал и убил женщину, а через год начал деятельность активного маньяка. В общей сложности они убили 6 человек.

### «Крик 2»
- Исполнители роли: Тимоти Олифант и Лори Меткалф.

Во второй части, как и в первом фильме, убийц оказалось двое: мать Билли Лумиса, Нэнси Лумис, представлявшаяся на протяжении фильма журналисткой Дебби Солт, докучавшей Гейл Уэзерс, и друг Сидни, Микки Алтьери. Миссис Лумис хотела отомстить Сидни за убийство Билли, а Микки стал её помощником после того, как они познакомились в Интернете на одном из форумов для маньяков. Их жертвами стали 8 человек.

### «Крик 3»
- Исполнитель роли: Скотт Фоли.

Режиссёр Роман Бриджер оказался вовсе не тем, за кого себя выдавал: он — внебрачный ребёнок Морин Прескотт, зачатый в результате группового изнасилования в молодости женщины, когда та приехала в Лос-Анджелес покорять Голливуд. Когда подросший Роман нашёл свою мать в Вудсборо, она отказалась принять его, сказав, что у неё всего лишь один ребёнок — дочь Сидни. Роман обозлился на неё и подговорил Билли и Стю (два персонажа первого фильма) убить её. Роман в одиночку убил 9 человек.

### «Крик 4»
- Исполнители роли: Эмма Робертс и Рори Калкин.

Джилл Робертс, будучи кузиной знаменитой Сидни Прескотт, всегда завидовала славе своей родственницы. Ей хотелось самой быть в центре внимания прессы и журналистов. И, вместе с основателем школьного киноклуба и экспертом в ужастиках Чарли Уокером, она решила произвести «перезагрузку» знаменитой резни в Вудсборо, став при этом «новой Сидни», выжившей в кровавой трагедии. Убийцы оборвали жизнь 10 людям.

### «Крик» (2022)
- Исполнители роли: Майки Мэдисон и Джек Куйэд.

Ричи Кирш и Эмбер Фриман были ярыми фанатами оригинального фильма «Удар Ножом». У них был план создать «риквел» — нечто среднее между перезапуском франшизы и его сиквелом. Для этого они сильно ранили Тару Карпентер, сестру главной героини фильма, Сэм Карпентер, чтобы заманить ее в Вудсборо и представить как убийцу, поскольку биологический отец Сэм — Билли Лумис. В результате их действий погибло 5 человек, включая Дьюи Райли.

### «Крик 6»
- Исполнители роли: Дермот Малруни, Лиана Либерато, Джек Чэмпион, Тони Револори.

Детектив Бэйли, Куинн и Итан оказались отцом, сестрой и братом покойного Ричи Кирша. Они пытались отомстить Сэм за убийство родственника. А Джейсон просто являлся подражателем Ричи. С учетом жертвы Джейсона, они убили 10 человек.

## Телесериал «Крик»

### Сезон 3: Воскрешение
- Исполнители роли: Джорджия Уигем и Tyga.

Главным антагонистом оказалась Бет, девушка-гот и местный татуировщик, неуёмная поклонница фильмов ужасов. Когда она встретила Джея Эллиота, который пришел в тату-салон, где она работала, между ними возникла мгновенная связь, поскольку они оба несли в себе внутреннюю тьму. Джей рассказал Бет о своём трагическом прошлом, включая тайну, что его сводный брат Маркус украл личность их покойного брата Диона. Ухватившись за эту возможность, она соблазнила Джея и манипулировала им, чтобы тот начал убивать вместе с ней. Используя костюм, в котором Дион был одет в ночь своей смерти, они нацелились на тех, кого они считали «лицемерами». Бет объединилась с их предполагаемыми жертвами, притворившись также мишенью Убийцы в маске и присоединившись к группе, которую она сама окрестила «Клубом Мертвецов». В течение сезона жертвами убийц стали 8 человек.

## Концепция
В журнале портала «Vice», актёр озвучания Роджер Джексон вспоминал о работе над персонажем: «Я знал, что должен был звучать сексуально, чтобы завладеть вниманием девушки, которая явно собирается повесить трубку. Он интригует. В голосе есть глубина и эротические нотки. Он как кот: кажется милым и игривым, но неожиданно его лапа хватает мышку за хвост».

## Признание

### Оценки
Сайт «IGN» в 2012 году поставил Призрачное лицо на 19 место в списке «25 лучших злодеев в фильмах ужасов».

## Другие появления

### Компьютерные игры
В качестве игрового персонажа Призрачное лицо 18 июня 2019 года появилось в игре Dead by Daylight.
В компьютерной игре Hunt: Showdown 1896 в качестве легендарного охотника можно поиграть за Призрачное лицо.
В качестве игрового персонажа Mortal Kombat 1 Призрачное лицо станет доступен 19 ноября для обладателей Kombat Pack 2.
Также персонаж появляется в играх Call of Duty: Warzone и Call of Duty: Black Ops Cold War.

### Телевидение
В 20 эпизоде 16 сезона «Home Away from Homer» мультсериала «Симпсоны» Гомер предлагает «Призрачному лицу» стать няней для Мэгги. 
Персонаж также появляется в шоу «Робоцып», который пародирует реалити-шоу «Большой брат» с участием убийц из знаменитых франшиз ужасов; Призрачное лицо вновь озвучил актёр Роджер Джексон.
«Призрачное лицо» появляется также в мультсериале Удивительный мир Гамбола в серии «The Ghouls» где оно звонит по телефону Саре и предлагает посмотреть "Страшный фильм" (В оригинале:Scary Movie), что вероятно является либо отсылкой на изначальное название фильма Крик либо на его Кино Пародию
Также герой появляется в фильме 2000 года "Очень страшное кино 1", где выступает в качестве главного антагониста.

### Игрушки
В 1999 году компания «McFarlane Toys» запустила линию по выпуску 15-сантиметровых фигурок, изображающих персонаж «Призрачное лицо». В 2011 года «NECA» выпустила две фигурки убийцы по фильму «Крик 4» — стандартной версии (англ. Cult Classic Scream «Ghostface» 7" Action Figure) и «зомби»-версии (англ. Cult Classic Scream «Zombie Ghostface» 7" Action Figure), отличающейся цветом маски.